# 保加利亚航空
保加利亚航空是保加利亚的国家航空公司，总部设在索菲亚机场附近。其航空公司的所有人是，2008年运送了1,185,430旅客。保加利亚航空有16架飞机，多是中短程运输用机。

## 历史
成立于2002年，取代破产的保加利亚巴尔干航空。根据运输部长的命令，该公司於2002年11月成为国家航空公司，同年12月开始运行。

## 航点
保加利亚航空於索菲亞機場擁有22個航點，包括了兩條內陸航點：布爾加斯及瓦爾納。

### 代码共享
| - 俄罗斯航空 (天合联盟) - 法国航空 (天合联盟) - 意大利航空 (天合联盟) | - 塞爾維亞航空 - 西班牙國家航空 (寰宇一家) - 荷蘭皇家航空 (天合联盟) | - LOT波兰航空 (星空聯盟) - 羅馬尼亞航空 (天合联盟) - 捷克航空 (天合联盟) |

### 聯程航班
- 美國航空 (寰宇一家)
- 布魯塞爾航空 (星空聯盟)
- 航空
- 芬蘭航空 (寰宇一家)
- 捷特航空
- 巴西天馬航空 (寰宇一家)
- 維珍航空

### 包機
目前，保加利亞航空為超過60個旅遊運營商、空運代理、航空公司和其他公司，提供超過80個目的地的包機服務，航點主要集中在在歐洲、非洲和亞洲。

## 機隊

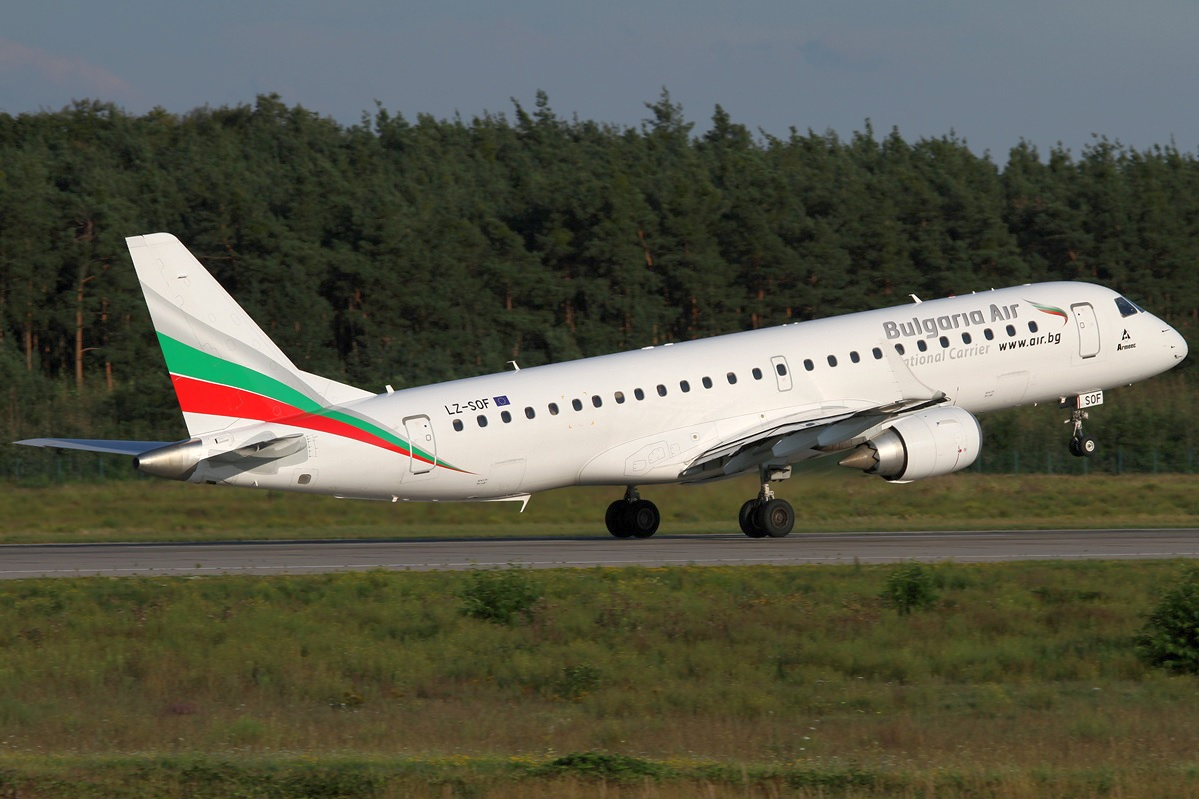
保加利亞航空的Embraer E-190（LZ-SOF）在法蘭克福機場起飛

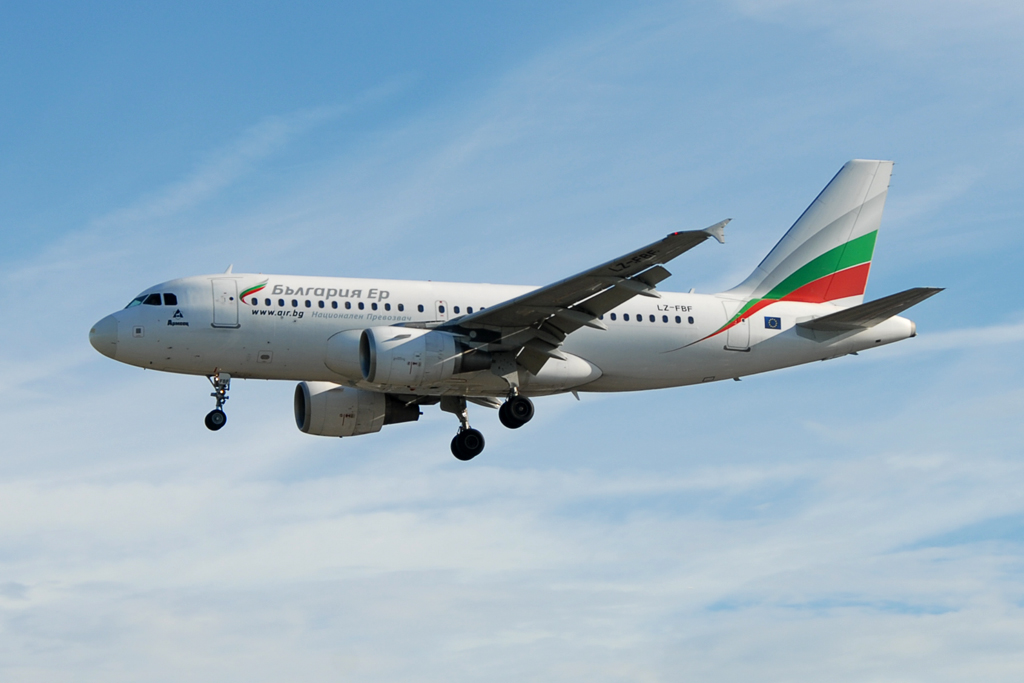
保加利亞航空的空中巴士 A319-100（LZ-FBF）正在降落於倫敦希斯路機場

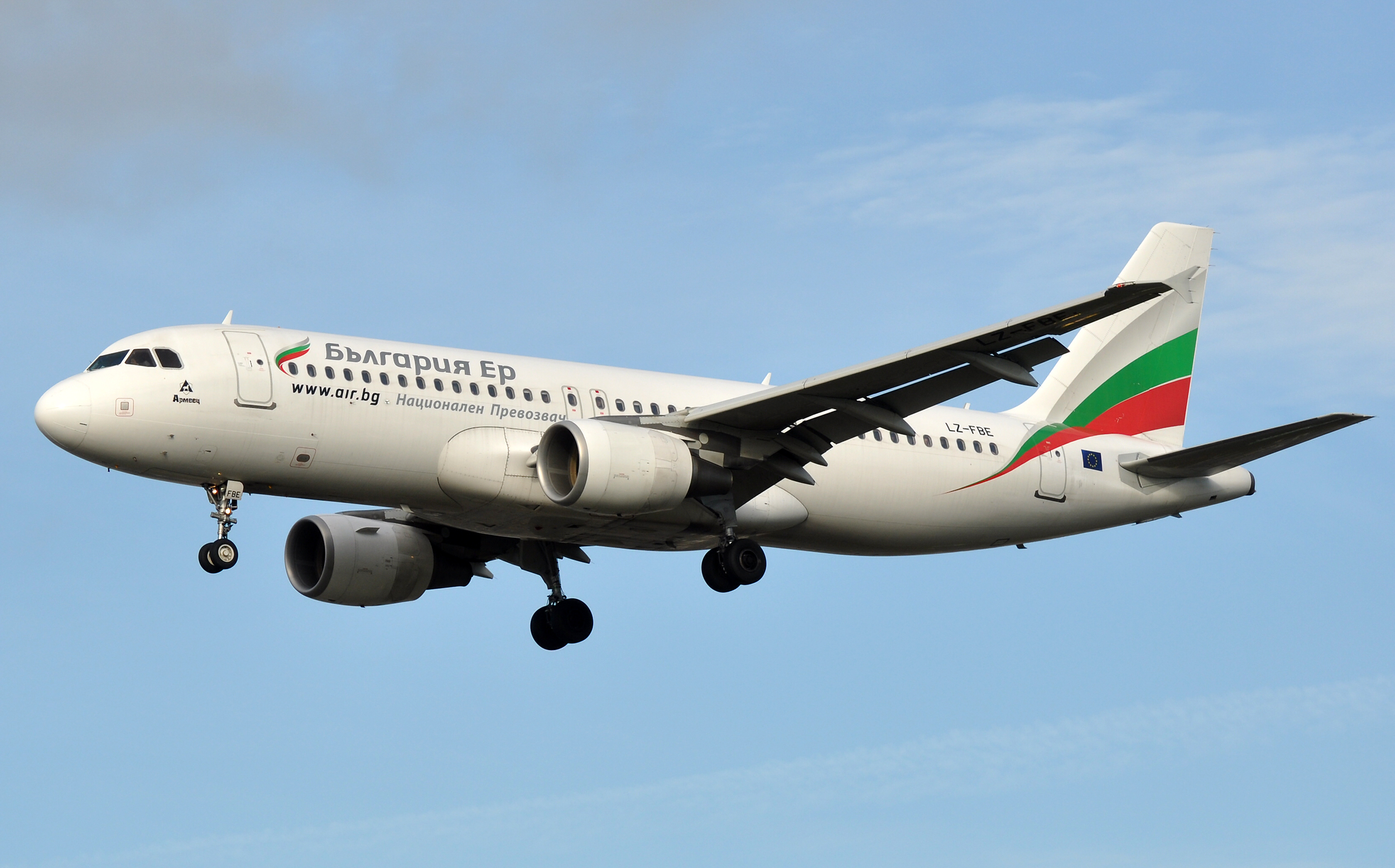
保加利亞航空的空中巴士A320-200（LZ-FBE）

截至2020年2月，保加利亞航空擁有以下機隊：
| 型號              | 服役中 | 訂購中 | 載客量 | 載客量 | 載客量 | 備註 |
| 型號              | 服役中 | 訂購中 | J      | Y      | 總數   | 備註 |
| ----------------- | ------ | ------ | ------ | ------ | ------ | ---- |
| 空中巴士 A319-100 | 2      | —      | 8      | 132    | 140    |      |
| 空中巴士 A320-200 | 1      | —      | 8      | 156    | 164    |      |
| 空中巴士 A320-200 | 2      | —      | —      | 180    | 180    |      |
| Embraer E-190     | 4      | —      | 8      | 100    | 108    |      |
| 總數              | 9      | —      |        |        |        |      |

## 重大意外
- 2010年12月10日，一架空中巴士A320-200客機，載有29名乘各及6名機員由索菲亞機場前往谢列梅捷沃国际机场，起飛時失去了右方的引擎，碎片造成漏油。機組人員決定關掉引擎，並折返索菲亞，約20分鐘後安全抵達機場。[3]